# Pré-location
 (mars 2023).
Si vous disposez d'ouvrages ou d'articles de référence ou si vous connaissez des sites web de qualité traitant du thème abordé ici, merci de compléter l'article en donnant les références utiles à sa vérifiabilité et en les liant à la section « Notes et références ».
La pré-location est la location d’espace dans un immeuble commercial projeté mais non encore construit.  Le niveau de pré-location indique donc, de façon inversement proportionnelle, le risque impliqué lors de la mise en chantier.  C’est pourquoi il doit être plus élevé dans un marché de faible demande.  
On utilise aussi le niveau de pré-location comme indice du succès relatif d’un projet d’immeuble durant sa phase de développement.  Un immeuble démarré sans pré-location est dit construit en blanc.